# Elecciones regionales de Apurímac de 2002
Las elecciones regionales de Apurímac de 2002 se llevaron a cabo el 17 de noviembre de 2002 para elegir al presidente regional, al vicepresidente regional y al Consejo Regional para el periodo 2003-2006. La elección se celebró simultáneamente con elecciones regionales y municipales (provinciales y distritales) en todo el Perú.
La elección mostró el predominio regional de las agrupaciones de izquierda: la Agrupación Independiente Unión por el Perú - Frente Amplio (ganadora de las comicios), el Frente Popular Llapanchik (segundo lugar, con una diferencia de apenas 3000 votos) y el Movimiento Nueva Izquierda. Luis Barra Pacheco resultó electo como presidente regional de Apurímac, con un 27.20% de votos.

## Sistema electoral
El Gobierno Regional de Apurímac es el órgano administrativo y de gobierno del departamento de Apurímac. Está compuesto por el presidente regional, el vicepresidente regional y el Consejo Regional.
La votación del presidente, vicepresidente y consejo regional se realiza en base al sufragio universal, que comprende a todos los ciudadanos nacionales mayores de dieciocho años, empadronados y residentes en el departamento de Apurímac y en pleno goce de sus derechos políticos.
El Consejo Regional de Apurímac está compuesto por 7 consejeros elegidos por sufragio directo para un período de cuatro (4) años, en forma conjunta con la elección del presidente regional. La votación es por lista cerrada y bloqueada. Se asigna a la lista ganadora los escaños según el método d'Hondt o la mitad más uno, lo que más le favorezca.

## Partidos y candidatos
A continuación se muestra una lista de los principales partidos y alianzas electorales que participaron en las elecciones:
| Candidatura | Candidatura       | Partidos y alianzas | Candidatos | Candidatos                 | Ideología                                               | Ref. |
| ----------- | ----------------- | --- | ---------- | -------------------------- | ------------------------------------------------------- | ---- |
|             | APRA              | Lista - Partido Aprista Peruano (APRA) |            | Fernán Valer Carpio        | Aprismo                                                 |      |
|             | UPP               | Lista - Agrupación Independiente Unión por el Perú - Frente Amplio (UPP)                                                                    |            | Luis Barra Pacheco         | Liberalismo Progresismo Socialdemocracia                |      |
|             | UN                | Lista - Unidad Nacional (UN) – Partido Popular Cristiano (PPC) – Solidaridad Nacional (SN) – Renovación Nacional (RN) – Cambio Radical (CR) |            | Pedro Pregúntegui Mantilla | Democracia cristiana Conservadurismo Neoliberalismo     |      |
|             | MNI               | Lista - Movimiento Nueva Izquierda (MNI) |            | Dulio Salazar Morote       | Marxismo-leninismo Mariateguismo Socialismo democrático |      |
|             | P                 | Lista - Primero Perú (P) |            | Amílcar Hermoza Ibáñez     |                                                         |      |
|             | Llapanchik        | Lista - Frente Popular Llapanchik (Llapanchik)                                                                                              |            | David Salazar Morote       | Regionalismo apurimeño                                  |      |
|             | Todas las Sangres | Lista - Todas las Sangres (Todas las Sangres)                                                                                               |            | Augusto Ramírez Vicencio   | Regionalismo apurimeño                                  |      |

## Resultados

### Sumario general
|                        |                                                                  |              |              |              |            |            |
| Partidos y coaliciones | Partidos y coaliciones                                           | Voto popular | Voto popular | Voto popular | Consejeros | Consejeros |
| Partidos y coaliciones | Partidos y coaliciones                                           | Votos        | %            | ±pp          | Total      | +/−        |
|                        | Agrupación Independiente Unión por el Perú - Frente Amplio (UPP) | 34,057       | 27.20        | n/a          | 5          | n/a        |
|                        | Frente Popular Llapanchik (Llapanchik)                           | 31,721       | 25.33        | n/a          | 1          | n/a        |
|                        | Movimiento Nueva Izquierda (MNI)                                 | 16,822       | 13.43        | n/a          | 1          | n/a        |
|                        | Partido Aprista Peruano (APRA)                                   | 14,071       | 11.24        | n/a          | 0          | n/a        |
|                        | Unidad Nacional (UN)                                             | 11,486       | 9.17         | n/a          | 0          | n/a        |
|                        | Todas las Sangres (Todas las Sangres)                            | 11,444       | 9.14         | n/a          | 0          | n/a        |
|                        | Primero Perú (P)                                                 | 5,620        | 4.49         | n/a          | 0          | n/a        |
|                        |                                                                  |              |              |              |            |            |
| Total                  | Total                                                            | 125,221      |              |              | 7          | n/a        |
|                        |                                                                  |              |              |              |            |            |
| Votos válidos          | Votos válidos                                                    | 125,221      | 81.60        | n/a          |            |            |
| Votos en blanco        | Votos en blanco                                                  | 13,388       | 8.72         | n/a          |            |            |
| Votos nulos            | Votos nulos                                                      | 14,845       | 9.67         | n/a          |            |            |
| Votos emitidos         | Votos emitidos                                                   | 153,454      | 78.21        | n/a          |            |            |
| Abstenciones           | Abstenciones                                                     | 42,742       | 21.79        | n/a          |            |            |
| Votantes registrados   | Votantes registrados                                             | 196,196      |              |              |            |            |
|                        |                                                                  |              |              |              |            |            |
| Fuente:                |                                                                  |              |              |              |            |            |

### Autoridades electas
| Cargo                               | Autoridad electa | Autoridad electa         | Partido político | Partido político                                           |
| ----------------------------------- | ---------------- | ------------------------ | ---------------- | ---------------------------------------------------------- |
| Presidente Regional de Apurímac     |                  | Luis Barra Pacheco       |                  | Agrupación Independiente Unión por el Perú - Frente Amplio |
| Vicepresidenta Regional de Apurímac |                  | Rosa Suárez Aliaga       |                  | Agrupación Independiente Unión por el Perú - Frente Amplio |
| Consejera Regional de Apurímac      |                  | Carmen Palomino Dongo    |                  | Agrupación Independiente Unión por el Perú - Frente Amplio |
| Consejera Regional de Apurímac      |                  | Miriam Rojas Pariona     |                  | Agrupación Independiente Unión por el Perú - Frente Amplio |
| Consejero Regional de Apurímac      |                  | Adrián Cuellar Zanabria  |                  | Agrupación Independiente Unión por el Perú - Frente Amplio |
| Consejero Regional de Apurímac      |                  | Mario Hanco León         |                  | Agrupación Independiente Unión por el Perú - Frente Amplio |
| Consejera Regional de Apurímac      |                  | Esther Bringas Contreras |                  | Agrupación Independiente Unión por el Perú - Frente Amplio |
| Consejero Regional de Apurímac      |                  | Pedro Pinares Antonio    |                  | Frente Popular Llapanchik                                  |
| Consejero Regional de Apurímac      |                  | Ángel Barrantes Yucra    |                  | Movimiento Nueva Izquierda                                 |